# Bāri (ort)
Bāri är en ort i Indien.   Den ligger i distriktet Dhaulpur och delstaten Rajasthan, i den centrala delen av landet, 220 km söder om huvudstaden New Delhi. Bāri ligger 210 meter över havet och antalet invånare är 56 136.
Terrängen runt Bāri är platt, och sluttar norrut. Runt Bāri är det tätbefolkat, med 276 invånare per kvadratkilometer. Trakten runt Bāri består till största delen av jordbruksmark.